# Distrito de Poddębice
Poddębice (polaco: powiat poddębicki) es un distrito (powiat) del voivodato de Łódź (Polonia). Fue constituido el 1 de enero de 1999 como resultado de la reforma del gobierno local de Polonia aprobada el año anterior. Limita con otros ocho distritos: al noroeste de Koło, al nordeste con Łęczyca, al este con Zgierz, al sudeste con Pabianice, al sur con Łask, Zduńska Wola y Sieradz y al oeste con Turek; y está dividido en seis municipios (gmina): dos urbano-rurales (Poddębice y Uniejów) y cuatro rurales (Dalików, Pęczniew, Wartkowice y Zadzim). En 2011, según la Oficina Central de Estadística polaca, el distrito tenía una superficie de 881,21 km² y una población de 41 562 habitantes.
En el municipio rural de Wartkowice se encuentra el pueblo de Nasale.